# Karl Kollhoff
Karl Kollhoff, bis 1888 Karl Fleischfresser (* 1846 in Brüssow; † 24. August 1901 in Berlin) war ein deutscher Ministerialbeamter und Abteilungschef im preußischen Kriegsministerium.

## Leben
Nach seinem Abitur in Prenzlau studierte Kollhoff zunächst Philologie in Berlin und trat dort im Wintersemester 1865/66 in die Burschenschaft Germania Berlin ein. Zum Sommersemester 1866 bezog er die Universität Göttingen und schloss sich der Burschenschaft Hannovera an. Er wechselte später das Studienfach und wandte sich der Rechtswissenschaft zu.
Kollhoff trat 1879 in die preußische Intendanturlaufbahn und war als Intendanturassessor zunächst Mitglied der Militärintendantur des II. Armee-Korps in Stettin und darüber hinaus zugleich Vorstand der Intendantur der 4. Division in Bromberg. 1881 wurde er an die Militärintendantur des V. Armee-Korps in Posen versetzt. Dort erfolgte 1885 seine Ernennung zum Intendanturrat. 1888 nahm er den Familiennamen Kollhoff an. 1889 gehörte er der Militärintendantur des VI. Armee-Korps in Breslau an. 1891 wurde Kollhoff zur Dienstleistung in das Kriegsministerium kommandiert. Dort betätigte sich zunächst unter Beförderung zum Geheimen Kriegsrat mehrere Jahre in der Kassenabteilung. 1896 erfolgte seine Ernennung zum Vortragenden Rat, 1897 zum Wirklichen Geheimen Kriegsrat. Danach wurde er planmäßig für jeweils kürzere Zeiträume in anderen Abteilungen eingesetzt: 1897 in die Servisabteilung (zuständig u. a. für die Personalien der Beamten der Garnisonverwaltungen) und 1898 in die Unterkunftsabteilung. Nach Auffassung seiner Vorgesetzten hatte er danach die notwendigen Erfahrungen, so dass man ihm im Jahre 1900 als Abteilungschef die Leitung der Intendanturabteilung im Zentraldepartement des Kriegsministeriums übertrug. Zugleich wurde er außerordentliches Mitglied der Prüfungskommission für höhere Intendanturbeamte. Damit war Kollhoff einer der ranghöchsten Beamten im Kriegsministerium. Beide Ämter behielt er bis zu seinem frühen Tode. Für seine Leistungen war er mit dem Kronenorden III. Klasse mit Schleife ausgezeichnet worden.